# 五十嵐夕夏
五十嵐 夕夏（いがらし ゆな、3月28日 - ）は、日本の女性声優。愛知県出身。AUspicious所属。旧芸名は五十嵐 夕奈（読み同じ）、近藤 ゆな（こんどう ゆな）

## 経歴・人物
かつては「近藤ゆな」で活動。2015年8月より2016年11月まで、ターゲット・エンタテインメントによるガールズユニット「L.F.O.」で「YUNA」としても活動。
「五十嵐夕奈」名義でかつてはWITH LINEに所属。AstralBlazeに準所属したのち、2020年6月頃より「五十嵐夕夏」名義で活動を行う。現在は正所属で、AUspicious所属（AstralBlazeと運営会社同一）。
趣味・特技に散歩、神社仏閣巡り、コルセット集め、コスプレを挙げる。

## 出演
太字はメインキャラクター。

### テレビアニメ
- 灼熱の卓球娘（2016年、もず山卓球部員4）
- 覆面系ノイズ（2017年、観客）

### 吹き替え

#### 映画
- バッド・ヘアー（リンダ・ブラッドソー〈シャンテ・アダムズ（英語版）〉[4]）
- アンチ・ライフ（宇宙船・音声）
- サイレント・ナイト（音声解説）
- ザ・モンスターハンター 魔界都市（オウ夫人 他）
- 王朝の陰謀 判事ディーと天空の塔（煙雨閣の女将）
- レスキュー（英語版）（リー夫人）
- レジェンド・オブ・カンフー 太極拳（莫嫣〈マー・リャン〉）
- パーム・スプリングス（デイジー〈ジェナ・フリードマン（英語版）〉）
- 王朝の陰謀 謎の壁画と舞姫殺人事件

#### アニメ
- シンビアパート（ユ・ジミ、ラバナブ[5]）
- どうぶつたんけん!ドゥダとダダ（コンゴウインコ）

#### ボイスオーバー
- ナショナルジオグラフィックシリーズ

### ゲーム
- 輝星のリベリオン（2017年、太上⽼君[6]、ジョゼフィーヌ）
- 戦国大河（2021年、相応院）
- SKYOVER
- クロノスブレイド

### オーディオドラマ
- 少女兵器ラジオ局 戦地放送vol.1 GA戦線異状なし!?（2014年、オペレーター、メイド、新米GA）

#### ASMR
- 桜木学園癒し部〜2年B組赤平奈子編。お耳のヒーリングマッサージ・極（2020年、赤平奈子）
- ゼロ距離いちゃらぶ新婚生活〜無口なお嫁は静かにあなたを見つめている〜（2020年、大和桑折）
- 私立小戸入高校ASMR部活動記録～耳かきオタクの清楚系(?)JK瀬奈との実験～（2022年、小豆沢瀬奈）

### オーディオブック
- ビジネスマップ編集部「口下手でも会話で困らなくなる!人間関係をよくする雑談力」（2021年）[7]

### ナレーション
- 株式会社RIO「熱中症対策」「火災警報」「災害対策」他
- コズミックフロントプラネタリウム
- 下北沢商店街音楽紹介

### その他
- 楠田敏之アルバムCD「天翔ける」 - バックコーラス（2016年7月20日）[1][2]